# فريسنيدا دي التاريخوس
بلدية فريسنيدا دي التاريخوس (بالإسبانية: Fresneda de Altarejos)‏، هي إحدى بلديات مقاطعة قونكة إحدى مقاطعات إسبانيا، و التي تقع في منطقة قشتالة لا منتشا وسط البلاد, و المائلة لجهة الشرق من إسبانيا.
يبلغ عدد سكانها 75 نسمة وفقاً لإحصائية سنة (2007).